# Christian Rimestad (politiker)
 Der er flere personer med dette navn, se Christian Rimestad.
Christian Rimestad (22. marts 1830 i København – 4. oktober 1894) var en dansk højesteretsdommer og politiker, far til forfatteren af samme navn.

## Embedsmand
Rimestad var søn af birkedommer i Københavns nordre Birk Christian Olsen Rimestad (død 1832) og Anine Vilhelmine f. Richter (død 1877). Han blev elev i Borgerdydskolen på Christianshavn, hvorfra han dimitteredes til Universitetet 1845, 15 år gammel. 21 år gammel tog han, 1851, den juridiske embedseksamen. Fra 1852-61 gjorde han tjeneste i Justitsministeriet, hvor han avancerede til fuldmægtig (1855) og ekspeditionssekretær (1858). Fra 1852-54 var han tillige notarius ved det juridiske fakultet. I 1859 ledsagede han daværende departementschef Carl Leuning på en rejse til Hamborg og Belgien med det formål at blive nøjere kendt med de derværende sø- og handelsretter til forberedelse af loven herom for København. 1861 udnævntes han til assessor i Landsoverretten i København. I 1878 blev han assessor i Højesteret. I 1868 blev han medlem af den da nedsatte proceskommission under A.F. Kriegers forsæde. Også af den nye proceskommission, som nedsattes 1892, blev han medlem. Men døden afbrød hans virksomhed i denne 4. oktober 1894. Af den kommission, der nedsattes 1872 for at forberede en ny møntordning, blev Rimestad også medlem. En praktisk administrativ virksomhed havde han fra 1885 som medlem af direktionen for Københavns Brandforsikring for faste ejendomme.

## Politisk karriere
Som politiker begyndte Rimestad sin bane 1861, da han blev valgt til medlem af Folketinget i Holbæk Amts 5. kreds (Nykøbing Sjælland) imod baron Georg Frederik Otto Zytphen-Adeler, der støttedes af Bondevennerne. Selv stod han på det nationalliberale standpunkt, for hvis ældre talsmænd, særlig C.C. Hall, han havde personlig sympati, og hvortil hans eget syn på vore politiske forhold udad til og indad til havde ført ham. Ved valget i 1864 stillede han sig i Københavns 1. valgkreds og hævdede under hyppige genvalg denne kreds indtil 1884, da han faldt for den af socialisterne støttede modkandidat, Herman Trier. Senere blev Rimestad ikke medlem af de lovgivende forsamlinger, men glemte ikke sin politiske interesse. De politiske presseorganer for Højre har ham at takke både for gode råd og for virksom bistand.

## Juridisk karriere
Rimestads store juridiske dygtighed havde til naturlig følge, at han som folketingsmand tog del i forhandlingerne om vigtigere juridiske, men politisk neutrale love. Men tidlig og i stigende grad blev der også i egentlig politiske forhandlinger brug for hans parlamentariske evner. I 1864 blev det ham overdraget at være ordfører for Folketingets tiltræden af fredsslutningen. I de derpå følgende langvarige forhandlinger om forfatningsordningen stod han på deres side, som anså en tilbagevenden til den uforandrede Grundlov af 1849 som statsretlig ubeføjet og politisk skadelig. I de politisk-statsretlige stridsspørgsmål, som opstod efter 1870, tog han fremtrædende del som talsmand for højres opfattelse, således i forhandlingen om Vallø og Vemmetofte stiftelsers forhold, ved hvilke han blev medlem af den derom nedsatte parlamentariske kommission (1871-73), om de private lovforslag om ministeransvarlighedens ordning (1875-79), om rigsretsaktion i anledning af salget af Marmorkirken (1876) og i anledning af budgetoverskridelserne ved opførelsen af Det Kongelige Teater (1876). Men navnlig voksede Rimestads parlamentariske rolle, da den storpolitiske kamp, for eller imod folketingsparlamentarismen, blev stående. Under denne kamp blev han en af de fremtrædende ordførere for Folketingets Højre-mindretal. Naturlig tilfaldt det derfor ham at blive formand i Folketingets Højregruppes bestyrelse, da C.C. Halls sygdom og senere udtræden af Folketinget krævede en ny mand. Også var han Højre-mindretallets kandidat til formandspladsen, så længe mindretallet endnu stemte ved dette valg. Rimestad gjorde fortrinlig fyldest i denne stilling som Højres politiske førstemand i Folketinget. Uden at være båret af den teknisk såkaldte veltalenhed fik hans indlæg mod politiske modstandere værd og vægt ved deres klare logik, slagfærdigheden og det deri for dagen lagte politiske gode humør, hvormed var forbunden en ofte rammende satire. Rimestad var vel en for stor ven af det konstitutionelle system til at føle politisk glæde ved kampen, og han gik med til ethvert nogenlunde rimeligt kompromis; men en påtvungen kamp veg han ikke tilbage for, og det nødværge, han efter nøjeste prøvelse fandt grundlovmæssig forsvarligt, gav han sin uforbeholdne støtte, selv hvor det havde til følge, at han skiltes noget fra mænd (således C.S. Klein), hvem han på tidligere stadier af kampen havde stået nær.
Rimestads virksomhed som dommer og som politiker strakte sig over lange tidsrum og har ydet rig frugt. Meget havde på begge felter endnu kunnet ventes, hvis den bratte afbrydelse ikke var kommet. Thi ifølge hans samtidiges dom hørte han som dommer til de mest ansete blandt de ansete medlemmer af landets øverste domstol i kraft af sin kundskabsfylde, sin skarpe og sunde dømmekraft og sin usvigelige retsindighed. Med levende interesse og klar forståelse fulgte han også sin videnskabs udvikling og blev aldrig eksklusiv praktiker. Som politiker nød han ikke blot ubetinget tillid hos sine meningsfæller, men hans personlige elskværdighed og jævne optræden skaffede ham også en yndest hos politiske modstandere, som holdt sig trods de hvasse kampe, og som få andre kunne rose sig af at have vundet i tilsvarende grad.
I 1862 indtrådte Rimestad i ægteskab med Nathalia Westrup, en datter af grosserer Westrup. Han blev 1888 Kommandør af Dannebrog af 2. grad, 1892 af 1. grad.